# Маус, Карл
Карл Маус (нем. Karl Mauss; 17 мая 1898 — 9 февраля 1959) — немецкий военачальник, командир 7-й танковой дивизии во время Второй мировой войны, генерал танковых войск. Кавалер Рыцарского креста с Дубовыми Листьями, Мечами и Бриллиантами.

## Первая мировая война
С началом Первой мировой войны 8 августа 1914 года поступил добровольцем на военную службу (в возрасте 16 лет), в 162-й егерский полк. 20 мая 1915 года получил звание лейтенанта (через три дня после исполнения ему 17 лет). Награждён Железными крестами обеих степеней. В конце войны обучался на лётчика-истребителя, однако из-за аварии и травмы его лётная карьера не состоялась.

## Между мировыми войнами
В 1919—1920 годах лейтенант Маус служил в отряде фрайкора «Оберланд» и в бригаде морской пехоты Эрхардта. Награждён силезским орденом Орла. В апреле 1922 года уволен в запас с присвоением звания обер-лейтенанта.
Избрал профессию стоматолога, после обучения получил в 1929 году степень доктора стоматологии.
В сентябре 1934 года вернулся на военную службу, получил звание капитана, назначен командиром роты в 69-м пехотном полку. С апреля 1938 года — майор.

## Вторая мировая война
В Польской и Французской кампаниях командовал батальоном. Награждён планками к Железным крестам обеих степеней (повторное награждение). С апреля 1941 года — подполковник.
В кампании 1941 года на Восточном фронте подполковник Маус командовал пехотным батальоном 10-й танковой дивизии (группа армий «Центр»). Бои в Белоруссии, Смоленск, Вязьма, наступление на Москву. 26 ноября 1941 года награждён Рыцарским крестом.
С марта 1942 года — командир 33-го гренадерского полка 4-й танковой дивизии. С 20 апреля 1942 года — полковник. Бои в районе Орла, на северном фасе Курской дуги. Получил тяжёлое ранение. 24 ноября 1943 года награждён Дубовыми Листьями (№ 335) к Рыцарскому кресту.

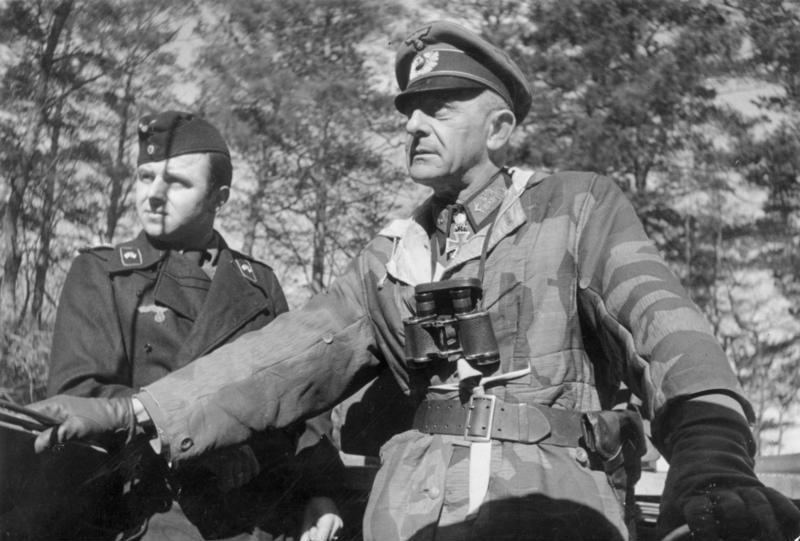
Карл Маус в марте 1945 года.

С 28 января 1944 года — командир 7-й танковой дивизии. С 1 апреля 1944 года — генерал-майор. Бои в районе Житомира, Тернополя, Бродов. С 10 октября 1944 — генерал-лейтенант, награждён Мечами (№ 101) к Рыцарскому кресту с Дубовыми Листьями.
23 марта 1945 года в районе Готенхафена (Гдыня, Польша) тяжело ранен осколками снаряда (ампутирована нога по бедро) и эвакуирован в Копенгаген (Дания). 1 апреля 1945 года произведён в звание генерала танковых войск. 15 апреля 1945 года награждён Бриллиантами (№ 26) к Рыцарскому кресту с Дубовыми Листьями и Мечами. С 5 мая 1945 года — в британском плену.

## После Второй мировой войны
В 1947 году отпущен из плена, открыл собственную стоматологическую практику. В 1949 году повторно женился (первая жена умерла во время его пребывания в плену).
Прошение генерала Мауса о принятии его на службу в бундесвер было отклонено властями ФРГ.

## Награды
- Железный крест (1914) 2-го и 1-го класса (Королевство Пруссия)
- Ганзейский крест Любека (22 марта 1916)
- Почётный крест Первой мировой войны 1914/1918 с мечами
- Пряжка к Железному кресту (1939) 2-го и 1-го класса
- Немецкий крест в золоте (11 марта 1943)
- Рыцарский крест Железного креста с Дубовыми листьями, мечами и бриллиантами
  - Рыцарский крест (26 ноября 1941)
  - 335й, Дубовые листья (24 ноября 1943)
  - 101й, Мечи (23 октября 1944)
  - 26й, Бриллианты (15 апреля 1945)
- Нагрудный знак «За ранение» в золоте
- Нагрудный знак «За танковую атаку» в серебре, 3-го класса
- Нагрудный знак «За ближний бой» в бронзе
- 3 раза упоминался в «Вермахтберихт»